# Ritrovarsi a Tokyo
Ritrovarsi a Tokyo (Une part manquante) è un film franco-belga del 2024 diretto da Guillaume Senez, co-autore della sceneggiatura insieme a Jean Denizot.
Il film è ispirato a diverse storie reali – tra cui quella di Vincent Fichot – e affronta il delicato tema dell’affido e del diritto di visita in Giappone: in caso di separazione, il genitore che riesce per primo a ottenere la custodia del figlio o della figlia ne mantiene l’affido esclusivo fino alla maggiore età, escludendo completamente l’altro genitore dalla vita del minore.

## Trama
Jérôme, detto "Jay", è un ex cuoco francese trasferitosi a Tokyo dove lavora come tassista. Il suo scopo è ritrovare la figlia Lily, che non vede da nove anni. Dopo la separazione dalla compagna giapponese e il suo rifiuto di firmare il divorzio, la famiglia di lei ha interrotto ogni contatto tra padre e figlia, dicendo a Lily che il padre l'ha abbandonata.
Ormai scoraggiato e pronto a tornare in Francia, Jay riconosce Lily tra i passeggeri del suo taxi, mentre lei ovviamente non può riconoscerlo non avendolo più visto dall'età di tre anni. Jay farà di tutto per mettersi in contatto con la figlia, affinché finalmente abbiano dei ricordi condivisi.
Per riuscirci, Jay si appropria di un taxi della compagnia per cui lavora (venendo poi accusato di furto) e trascorre una giornata insieme a Lily, durante la quale si avvicinano e iniziano a formare un legame. Lily chiede al padre di restare a dormire a casa sua. Il giorno dopo, però, la polizia interviene: Jérôme viene arrestato e rimpatriato d'urgenza in Francia. Mentre è in volo scopre che Lily, durante la fase concitata del suo arresto, ha installato di nascosto sul suo telefono un'app di geolocalizzazione, FindMe, per permettergli di seguirla. Sorride: ora niente potrà più dividerli.
Nei titoli di coda, durante una pausa da una lezione di nuoto sincronizzato, Lily controlla l'app e vede che suo padre sta arrivando a Parigi. Sorride anche lei.

## Distribuzione
Il film è stato distribuito in Italia mercoledì 30 aprile 2025 da Teodora Film.

## Accoglienza
(Commissione Nazionale Valutazione Film - CEI )
(Maurizio Donzelli, Comingsoon.it, 1º maggio 2025 )

## Riconoscimenti
- 2025 – Premio Magritte[5]
  - Candidatura per il miglior film
  - Candidatura per il miglior montaggio
  - Candidatura per i migliori costumi
  - Candidatura per il miglior sonoro